# پادشاه (فیلم ۲۰۱۹)
پادشاه (انگلیسی: The King) فیلمی در ژانر حماسی جنگی با بازی تیموتی شالامی و کارگردانی دیوید می‌شد است. از دیگر بازیگران این فیلم می‌توان به رابرت پتینسون، جوئل اجرتون، لی‌لی-رز دپ و توماسین مک کنزی اشاره کرد. این فیلم درام تاریخی براساس چند نمایش‌نامه از شکسپیر نوشته و ساخته‌شده‌است. پادشاه برای اولین بار در ۲ سپتامبر ۲۰۱۹ در هفتاد و ششمین دوره جشنواره بین‌المللی فیلم ونیز نمایش داده شده و در ۱ نوامبر ۲۰۱۹ توسط نتفلیکس پخش شد.

## داستان
هنری پنجم (که او را هال می‌نامند)، پسر ارشد، شاه هنری چهارم انگلیس است. هال علاقه ای برای جانشینی پدر ندارد و روزهای خود را با مشروب خوری، فاحشه و شوخی با همراهش جان فالستاف در ایستچیپ می‌گذراند. پدرش هال را احضار می‌کند و به او خبر می‌دهد که برادر کوچکتر هال، توماس، تاج و تخت را به دست خواهد آورد. توماس برای سرکوب شورش هاتسپور به جنگ فرستاده می‌شود اما هال، هاتسپور را به مبارزه مجزا دعوت می‌کند؛ اگرچه هال هاتسپور را می‌کشد و بدون درگیری بیشتر به جنگ پایان می‌دهد، توماس شکایت دارد که هال شکوه و افتخار او را دزدیده‌است…